# Gare d'Asakusa
La gare d'Asakusa (浅草駅, Asakusa-eki) est une gare ferroviaire de la ville de Tokyo au Japon. Elle est située dans le quartier d'Asakusa dans l'arrondissement de Taitō. La gare d'Asakusa est la tête de ligne du réseau de la compagnie Tōbu. Elle est aussi  desservie par deux lignes du métro de Tokyo.
La ligne du Tsukuba Express possède également une station nommée Asakusa. Cette dernière est située à 600 mètres à l'ouest de la gare d'Asakusa.

## Situation ferroviaire
La gare d'Asakusa marque le début de la ligne Tōbu Skytree et le terminus de la ligne Ginza. Elle est située au point kilométrique (PK) 16,8 de la ligne Asakusa.

## Historique
La station de métro d'Asakusa a été inaugurée le 30 décembre 1927. La gare Tōbu date du 25 mai 1930.

## Service des voyageurs

### Accueil
La gare est ouverte tous les jours. Les voies Tōbu sont en surface, sous le grand magasin Matsuya. Les stations de métro sont en sous-sol.

### Desserte

#### Tōbu
| 1・2    | TS Ligne Tōbu Skytree (trains de banlieue) | Kita-Senju ・ Shin-Koshigaya ・ Kasukabe ・ Kuki ・ Tōbu-dōbutsu-kōen ・ Minami-Kurihashi ・ Tatebayashi ・ Ōta ・ Shin-Tochigi |
| 3・4・5 | TS Ligne Tōbu Skytree (trains express)     | Tōbu-dōbutsu-kōen ・ Tochigi ・ Tōbu-Nikkō ・ Kinugawa-onsen ・ Tōbu-Utsunomiya ・ Kasukabe ・ Ōmiya ・ Isesaki ・ Akagi・ Kuzū |

#### Métro

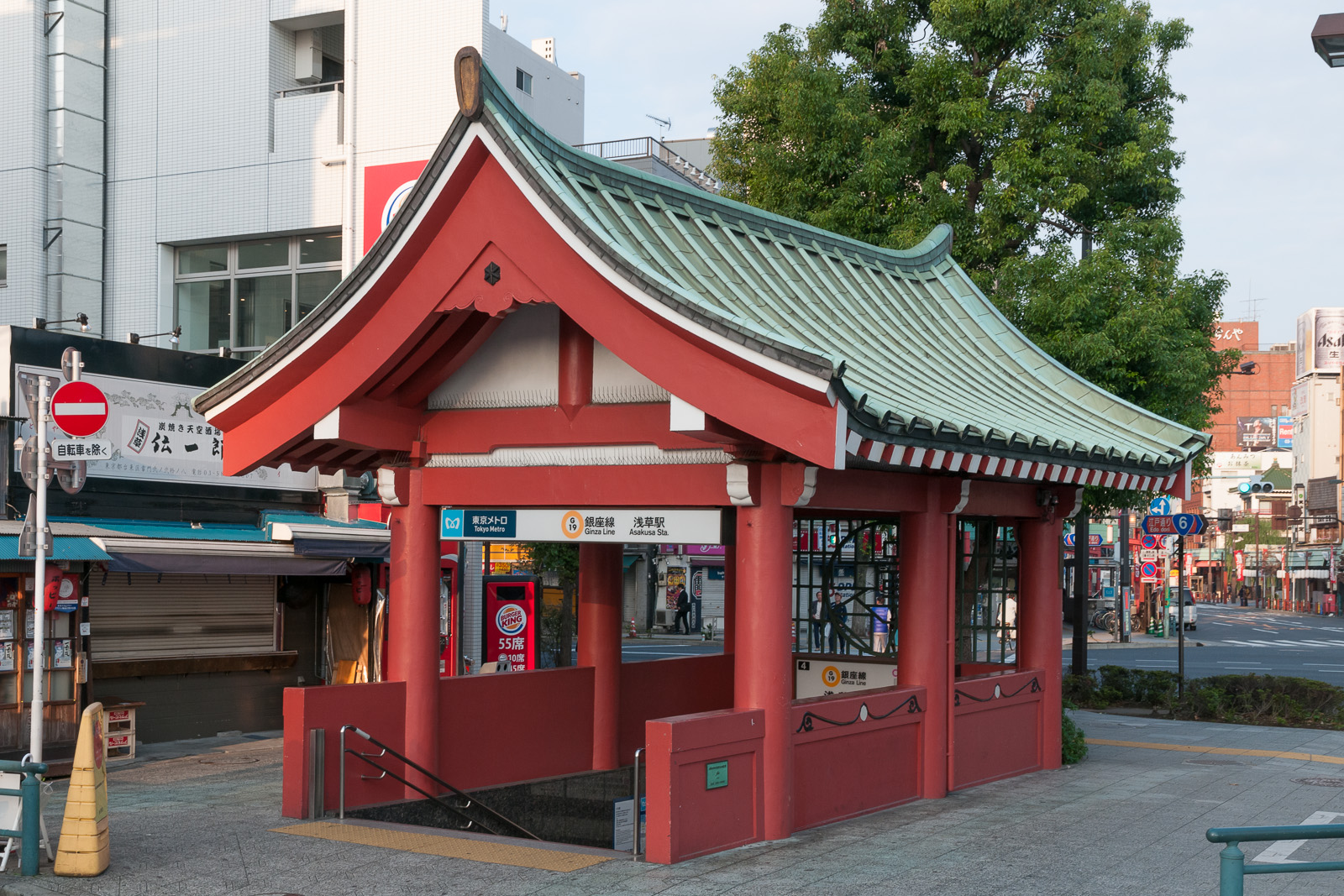
Entrée de la station de métro Asakusa

| 1・2 | G Ligne Ginza   | Shibuya                                                                    |
| 1    | A Ligne Asakusa | Sengakuji (interconnexion avec la ligne principale Keikyū) ・ Nishi-Magome |
| 2    | A Ligne Asakusa | Oshiage (interconnexion avec la ligne Keisei Oshiage)                      |

## A proximité
- Asakusa